# 第5屆金鐘獎
第5屆金鐘獎是1969年台灣廣播界的年度盛事之一，表揚1969年度傑出的台灣廣播藝人。
第15屆之前，金鐘獎採事前公佈得獎名單的方式，因此無「入圍名單」。

## 外部連結
- 58年金鐘獎得獎名單【一般節目獎 】 （页面存档备份，存于）.文化部影視及流行音樂產業局.1969-10-10
- 58年金鐘獎得獎名單【個人技術獎】 （页面存档备份，存于）.文化部影視及流行音樂產業局.1969-10-10
- 58年金鐘獎得獎名單【對大陸廣播節目獎】 （页面存档备份，存于）.文化部影視及流行音樂產業局.1969-10-10